# Kosmos 101
O Kosmos 101 (em russo: Космос 101), também denominado de DS-P1-Yu Nº 4, foi um satélite artificial soviético lançado ao espaço com sucesso no dia 21 de dezembro de 1965 através de um foguete Kosmos a partir de Kapustin Yar.

## Características
O Kosmos 101 foi o quarto membro da série de satélites DS-P1-Yu e o terceiro lançado com sucesso após o fracasso do lançamento do segundo membro da série. Sua missão era servir como alvo para os testes de sistemas antissatélites e antimíssil soviéticos.
O Kosmos 101 foi injetado em uma órbita inicial de 550 km de apogeu e 260 km de perigeu, com uma inclinação orbital de 49 graus e um período de 92,5 minutos. Reentrou na atmosfera terrestre em 12 de julho de 1966.